# Strada Derîbasivska
Strada Derîbasivska (în ucraineană Дерибасiвська; în rusă Дериба́совская) este o stradă pietonală⁠(d) localizată în centrul orașului Odesa din Ucraina. Este numită astfel în memoria lui José de Ribas⁠(d), care a contribuit masiv la amenajarea orașului și a fost primul primar care a locuit pe această stradă.
Lângă această stradă este localizat primul parc din Odesa, construit la scurt timp după fondarea orașului în 1803 de frații José și Fèlix de Ribas. În parc se găsesc un havuz și mai mute monumente, printre care sculptura unui leu și a unei leoaice cu pui, un scaun evocând cartea Douăsprezece scaune, două monumente dedicate muzicianului Leonid Utiusov și un monument dedicat aviatorului Serghei Utocikin⁠(d).
Vechea denumire a străzii era Ghimnazskaia (Ghimnaziceskaia), după gimnaziul deschis la 16 aprilie 1804. A fost redenumită în cinstea lui de Ribas la 6 iulie 1811, fiind numită Deribasovskaia sau Ribasovskaia. În primii ani ai puterii bolșevice (1920–1938) a purtat numele socialistului german Ferdinand Lassalle⁠(d). Din 1938 până în 1941 se numea strada Cikalov, după care a fost iarăși redenumită în Derîbasivska.
Strada Derîbasivska este cuprinsă între str. Polska și Preobrajenska, intersectând artere importante ale centrului orașului, ca Pușkinska⁠(d), Rișelievska⁠(d), Katerînînska⁠(d), Havanna⁠(d) și aleea Vice-Amiralul Jukov.
Deribasovska a devenit stradă pietonală în primăvara anului 1984, până atunci fiind deschisă traficului; pe aici circulau troleibuzele 1 și 2, transferate acum pe străzile adiacente. Pavajul de piatră a fost conservat.
În fiecare an la 1 aprilie, strada găzduiește Festivalul Umorului de la Odesa, în timpul căruia zeci de mii de participanți și vizitatori se îmbracă în costume nostime.